# 32580 Avbalasingam
32580 Avbalasingam è un asteroide della fascia principale. Scoperto nel 2001, presenta un'orbita caratterizzata da un semiasse maggiore pari a 2,2589255 UA e da un'eccentricità di 0,1084793, inclinata di 6,98188° rispetto all'eclittica.